# Antonia Lottner
Antonia Lottner (nació el 13 de agosto de 1996 en kaiserswerth) es una jugadora de tenis alemana.
Lottner ha ganado siete títulos individuales y seis títulos de dobles en el ITF. El 1 de agosto de 2016, alcanzó su mejor ranking individual el cual fue la número 175 del mundo. El 13 de abril de 2015, alcanzó el puesto número 131 del mundo en el ranking de dobles.